# The Wild Heart (álbum)
The Wild Heart es el segundo álbum de estudio de la cantante estadounidense Stevie Nicks, publicado por la compañía discográfica Modern Records en 1983. Su grabación, tuvo lugar poco después del fin de la gira del álbum Mirage, publicado el 10 de junio de 1982, de Fleetwood Mac, tras la muerte de su amigo Robin Anderson. Alcanzó el puesto cinco en la lista estadounidense Billboard 200 durante siete semanas consecutivas y fue certificado disco de platino por la RIAA en septiembre de 1983. Solo en los Estados Unidos, The Wild Heart ha vendido más de dos millones de copias.
The Wild Heart se caracterizó por la presencia de músicos invitados prominentes. Tom Petty volvió a trabajar con Nicks para componer «I Will Run to You», que tocó con su grupo The Heartbreakers. Su compañero de Fleetwood Mac, Mick Fleetwood, también apareció en el tema «Sable on Blonde», mientras que Steve Luthaker, guitarrista de Toto, contribuyó a la canción «Stand Back», que también contó con la presencia sin acreditar de Prince tocando el sintetizador. Nicks también trabajó con su amiga Sandy Stewart, que compuso la música de tres canciones del álbum y tocó en varias de ellas. La última canción del disco, «Beauty and the Beast», incluye una orquestación arreglada y conducida por Paul Buckmaster. 
The Wild Heart consiguió el estatus de disco de doble platino en 1993, diez años después de su lanzamiento, al vender más de dos millones de copias en los Estados Unidos. Además, pasó un año entero en la lista Billboard 200, entre junio de 1983 y junio de 1984, y fue certificado disco de plata en el Reino Unido al superar las 60 000 copias vendidas en el país. The Wild Heart incluyó tres sencillos: «Stand Back», que llegó al puesto cinco de la lista estadounidense Billboard Hot 100; «If Anyone Falls», que alcanzó el 14; y «Nightbird», que llegó al 33.

## Lista de canciones
| N.º | Título                                                    | Letras       | Música        | Escritor(es)                | Duración |  |
| 1.  | «Wild Heart»                                              | Stevie Nicks | Stevie Nicks  | Stevie Nicks                | 6:12     |  |
| 2.  | «If Anyone Falls»                                         | Stevie Nicks | Sandy Stewart | Stevie Nicks, Sandy Stewart | 4:09     |  |
| 3.  | «Gate and Garden»                                         | Stevie Nicks | Stevie Nicks  | Stevie Nicks                | 4:06     |  |
| 4.  | «Enchanted»                                               | Stevie Nicks | Stevie Nicks  | Stevie Nicks                | 3:06     |  |
| 5.  | «Nightbird»                                               | Stevie Nicks | Sandy Stewart | Stevie Nicks, Sandy Stewart | 5:00     |  |
| 6.  | «Stand Back»                                              | Stevie Nicks | Prince        | Stevie Nicks, Prince        | 4:51     |  |
| 7.  | «I Will Run To You» (con Tom Petty and the Heartbreakers) | Tom Petty    | Tom Petty     | Tom Petty                   | 3:22     |  |
| 8.  | «Nothing Ever Changes»                                    | Stevie Nicks | Sandy Stewart | Stevie Nicks, Sandy Stewart | 4:09     |  |
| 9.  | «Sable on Blonde» (con Mick Fleetwood)                    | Stevie Nicks | Stevie Nicks  | Stevie Nicks                | 4:15     |  |
| 10. | «Beauty and the Beast»                                    | Stevie Nicks | Stevie Nicks  | Stevie Nicks                | 6:03     |  |

## Posición en listas
| Lista (1983)                      | Posición |
| --------------------------------- | -------- |
| Alemania (Media Control Charts)   | 25       |
| Australia (Kent Music Report)     | 8        |
| Canadá (RPM)                      | 7        |
| Estados Unidos (Billboard 200)    | 5        |
| Países Bajos (Album Top 100)      | 13       |
| Nueva Zelanda (Recorded Music NZ) | 17       |
| Reino Unido (UK Albums Chart)     | 28       |
| Suecia (Sverigetopplistan)        | 19       |